# Chiesa di San Mena (Citno)
San Mena o San Minas (in Greco: Άγιος Μηνάς) è una chiesa cristiana ortodossa, ora monumento protetto nel quartiere del Galata nel villaggio di Dryopida a Citno, arcipelago delle Cicladi, Grecia.

## Posizione e descrizione
San Mena si trova nel centro della cittadina di Dryopida (nel quartiere del Galata). È una chiesa composta da unico corpo con tetto in tegole. Al suo interno è possibile ammirare uno splendido iconostasi scolpito finemente in legno. La maggior parte dell’opera risale alla sua originaria realizzazione integrata successivamente con nuovi intarsi alle sue estremità. Si ritine che l’iconostasi sia stato trasferito nell’attuale chiesa da un'altra cappella più piccola. L'interno del tempio contiene anche un ammirevole epitaffio decorato e un trono vescovile.
Sulla base di studi del 1987 è possibile determinare che il monumento risale al periodo bizantino-postbizantino. La chiesa celebra la sua ricorrenza l'11 novembre di ogni anno e le celebrazioni sono accompagnate da importanti e partecipati festeggiamenti.